# Elección legislativa de Francia de 1924
Las elecciones legislativas de Francia para elegir a la decimotercera de la Tercera República Francesa se realizaron el 11 y 25 de mayo de 1924.

## Resultados
| Alianza            | Alianza | Votos | % | Partido | Partido | Siglas    | Votos     | %     |
| ------------------ | --- | --- | --- | --- | --- | --------- | --------- | ----- |
|                    | Coalición de Izquierda | 3.426.581 | 38.07 | | Sección Francesa de la Internacional Obrera (Section française de l'Internationale ouvrière)                                           | SFIO      | 1.814.000 | 20.10 |
|                    | Coalición de Izquierda | 3.426.581 | 38.07 | Partido Republicano, Radical y Radical Socialista (Parti républicain. radical et radical-socialiste) y Partido Republicano-Socialista  | PRRRS | 1.612.581 | 17.86     |       |
|                    | Federación Republicana (Fédération républicaine)                                                                                       | Federación Republicana (Fédération républicaine)                                                                                       | Federación Republicana (Fédération républicaine)                                                                                       | Federación Republicana (Fédération républicaine)                                                                                       | Federación Republicana (Fédération républicaine)                                                                                       | FR        | 3.190.831 | 35.35 |
|                    | Partido Republicano Democrático y Social (Parti républicain démocratique et social) y Radicales Independientes (Radicaux indépendents) | Partido Republicano Democrático y Social (Parti républicain démocratique et social) y Radicales Independientes (Radicaux indépendents) | Partido Republicano Democrático y Social (Parti républicain démocratique et social) y Radicales Independientes (Radicaux indépendents) | Partido Republicano Democrático y Social (Parti républicain démocratique et social) y Radicales Independientes (Radicaux indépendents) | Partido Republicano Democrático y Social (Parti républicain démocratique et social) y Radicales Independientes (Radicaux indépendents) | PRDS      | 1.058.293 | 11.72 |
|                    | Partido Comunista Francés (Parti communiste français)                                                                                  | Partido Comunista Francés (Parti communiste français)                                                                                  | Partido Comunista Francés (Parti communiste français)                                                                                  | Partido Comunista Francés (Parti communiste français)                                                                                  | Partido Comunista Francés (Parti communiste français)                                                                                  | PCF       | 885.993   | 9.82  |
|                    | Independientes (Indépendents) | Independientes (Indépendents) | Independientes (Indépendents) | Independientes (Indépendents) | Independientes (Indépendents) | Ind       | 375.806   | 4.16  |
|                    | Otros partidos | Otros partidos | Otros partidos | Otros partidos | Otros partidos | Div       | 89.333    | 0.99  |
| Total              | Total | Total | Total | Total | Total | Total     |           | 100   |
| Abstención: 19.55% | | | | | |           |           |       |

- Datos: Q775993